# UGM-109/RGM-109 Tomahawk
UGM-109/RGM-109 Tomahawk – zaliczany do broni precyzyjnego rażenia amerykański pocisk manewrujący przeznaczony do odpalania z wyrzutni umieszczonych w okrętach podwodnych (UGM-109) i nawodnych (RGM-109), w obu przypadkach określany także jako Tomahawk SLCM (Submarine Launched Cruise Missile i Ship Launched Cruise Missile). Pociski tego typu przenosić mogą głowice jądrowe, odłamkowo-burzące, elektromagnetyczne oraz kasetowe, w celu atakowania celów lądowych lub nawodnych.

## Rozwój
Rozwój morskiego pocisku samosterującego rozpoczął się w 1972 roku, kiedy program marynarki Stanów Zjednoczonych zmierzał do zapewnienia flocie pocisków manewrujących dla okrętów nawodnych i podwodnych, w wariantach przeznaczonych do ataku na jednostki nawodne przeciwnika, oraz cele lądowe. Pierwsze podwodne testowe odpalenie pocisku miało miejsce w 1978 roku, wtedy też General Dynamics otrzymał kontrakt na opracowanie i rozwój systemu.
Oryginalnie zaplanowane trzy wersje pocisku, odpalane z okrętów nawodnych oraz podwodnych:
- UGM-109A TLAM-N (Tomahawk Land Attack Missile – Nuclear);
- UGM-109B TASM (Tomahawk Anti-Ship Missile);
- UGM-109C TLAM-C (Tomahawk Land Attack Missile – Conventional) z głowicą konwencjonalną.

Czwarta wersja – UGM-109D TLAM-D – z konwencjonalną głowicą wyposażoną w subamunicję, weszła do służby w 1989 roku.
Pierwsze pociski odpalane z okrętów nawodnych, które weszły do służby w US Navy w 1983 roku na pokładzie pancernika USS „New Jersey” (BB-62), znane były jako BGM-109 Tomahawk. Jednak trzy lata później dokonano podziału klasyfikacyjnego tych pocisków na odpalane z okrętów nawodnych RGM-109 oraz UGM-109 odpalane z zanurzonych okrętów podwodnych.
W 2012 roku siły zbrojne USA zamówiły kolejną partię 252 pocisków wersji Block IV, za 254,6 mln USD, w tym 120 dla okrętów podwodnych.
W 2024 roku, Australia zdecydowała o zakupie zapasu 220  taktycznych pocisków manewrujących Tomahawk, które mają służyć m.in. na niszczycielach rakietowych typu Hobart oraz planowanych atomowych okrętach podwodnych typu Virginia.